# Питльований Іван
Питльований Іван («Гонта», «Плугатор»; 1915, с. Заруддя (нині Тернопільський район Тернопільської області) — 18 січня 1946, с. Дерев'янки Золочівського р-ну Львівської обл.) — лицар Бронзового хреста бойової заслуги УПА.

## Життєпис
Освіта — 7 класів народної школи. Член ОУН з 1935 р. Неодноразово заарештовувався польською поліцією. Керівник станичної, підрайонної, районної, а з 1938 р. — повітової екзекутиви ОУН. У 1939—1941 рр. перебував на еміграції на теренах Генеральної губернії. Учасник похідних груп на Схід України (1941—1942). Командир спецвідділу ОУН (весна-осінь 1943), організатор та командир куреня (осінь 1943 — 04.1944), провідник лінії зв'язку «Галичина-Волинь» («К-В»; 04.1944-01.1946). Загинув у бою з облавниками. Застрелився, щоб не потрапити живим в руки ворога. Чекісти відрізали голову загиблого та возили по Золочеву на пострах населенню. Тіло поховане на цвинтарі с. Нище Зборівського р-ну Тернопільської обл. Відзначений Бронзовим хрестом бойової заслуги УПА (08.1946).